# Nguyễn Huệ

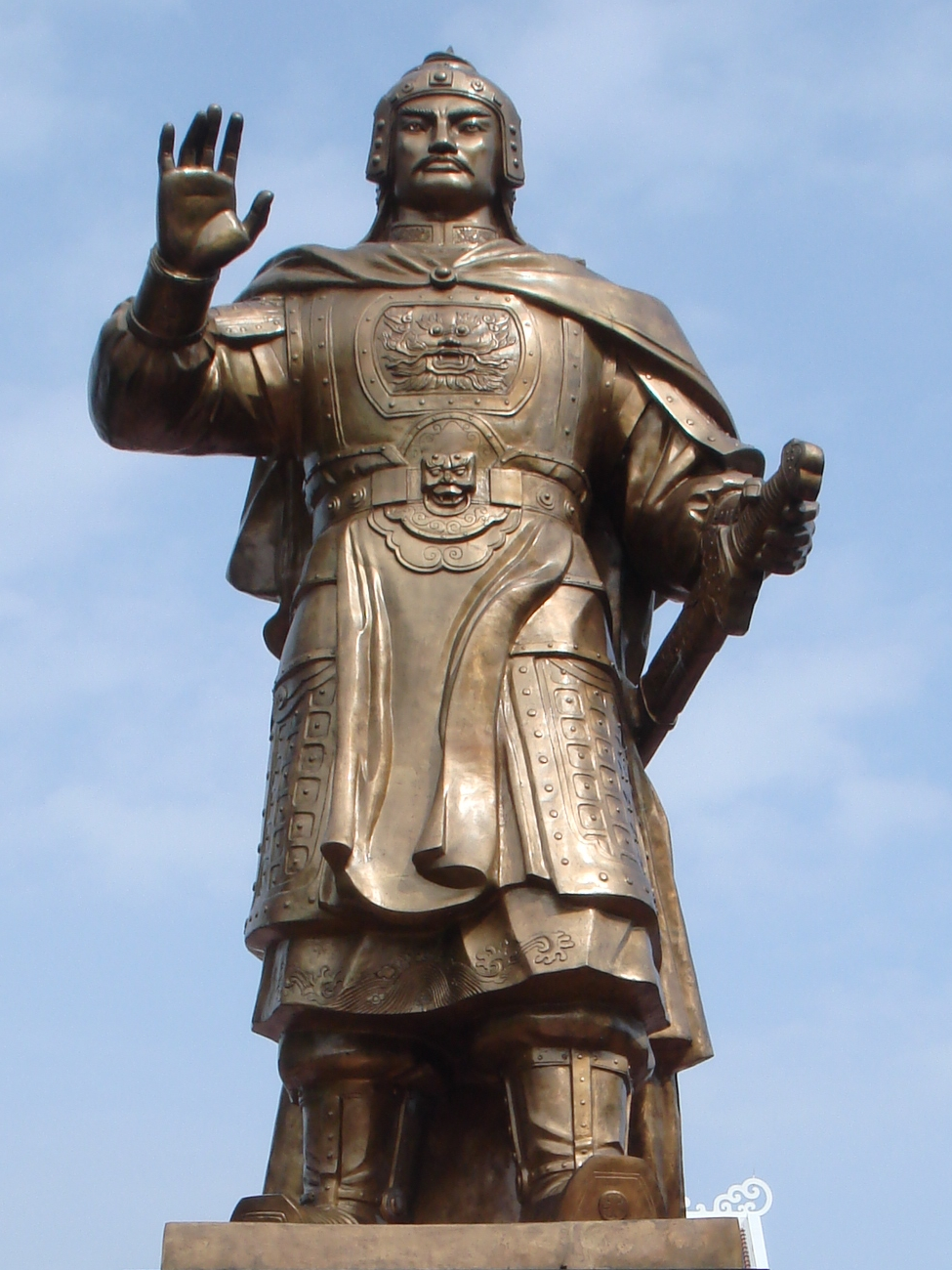

Nguyễn Huệ (* 1752 in Bình Định; † 1792 in Phu Xuan) (Hán Tự: 阮惠), Quang Trung war ein vietnamesischer General und der zweite Kaiser der Tây-Sơn-Dynastie. Er gilt als erfolgreichster General der vietnamesischen Geschichte und vereinigte das Land nach 300 Jahren Teilung durch die Nguyen- und Trinh-Familien.
| Personendaten    | Personendaten                                                   |
| ---------------- | --------------------------------------------------------------- |
| NAME             | Nguyễn Huệ                                                      |
| ALTERNATIVNAMEN  | Nguyen Hue; Quang Trung                                         |
| KURZBESCHREIBUNG | vietnamesischer General und zweiter Kaiser der Tây-Sơn-Dynastie |
| GEBURTSDATUM     | 1752                                                            |
| GEBURTSORT       | Bình Định                                                       |
| STERBEDATUM      | 1792                                                            |
| STERBEORT        | Phu Xuan                                                        |